# Jullienipora
Jullienipora is een  monotypisch geslacht van mosdiertjes uit de familie van de Stomatoporidae en de orde Cyclostomatida. De wetenschappelijke naam ervan werd in 2005 voor het eerst geldig gepubliceerd door Reverter-Gil & Fernandez-Pulpeiro.

## Soort
- Jullienipora calypsoides (Jullien, 1882)